# Xinetd
xinetd ist ein quelloffener Superserver, der auf vielen Unix-Systemen läuft. xinetd steht für extended internet daemon und verwaltet verschiedene Internetdienste wie FTP-Server, HTTP-Server und andere. Der xinetd ist eine sicherere Version des inetd beziehungsweise eine Erweiterung desselben.
Der xinetd stellt als Erweiterung des inetd verschiedene Zugangskontrollen zur Verfügung, wie zum Beispiel TCP-Wrapper-Zugangskontrolllisten, außerdem vielfältige Log-Fähigkeiten und die Möglichkeit, Dienste nach Uhrzeit zur Verfügung zu stellen. xinetd kann das System in der Anzahl der zu startenden Server/Daemons einschränken und besitzt Verteidigungsmechanismen gegen Portscanner und andere Angriffsarten. Diese Zusatzmerkmale sollen xinetd insgesamt sicherer machen als den alten inetd.
Als erweiterter inetd startet xinetd Dienste wie zum Beispiel Server, falls auf einem bestimmten Port eine Anfrage eingeht. Beispielsweise kann xinetd so konfiguriert werden, dass bei einer Anfrage auf TCP-Port 631 der Druckdienst CUPS gestartet wird und der Server somit Druckdienste zur Verfügung stellt. Hierbei ist die Kooperation des zu startenden Daemons notwendig, da xinetd ihm einen offenen Filedescriptor der TCP-Verbindung übergibt. So werden Systemressourcen gespart, da nur dann Prozesse gestartet werden, wenn sie benötigt werden. Dies hat allerdings nur bei sehr selten genutzten Diensten einen Sinn, weshalb der xinetd oft für FTP-, Druck- oder andere seltener benötigte Dienste eingesetzt wird. Bei einem häufig frequentierten Webserver würde das Starten eines Daemons pro Abfrage zu viel Ressourcen verbrauchen.
Außerdem sind Server für sehr einfache Netzwerkprotokolle wie Daytime, Discard oder Echo direkt im xinetd implementiert.

## Geschichte
Das Projekt wurde 1992 von Panagiotis Tsirigotis („Panos“) initiiert und später von Rob Braun weiter gepflegt.
In Mac OS X ersetzte xinetd in Version 10.3 den inetd und wurde wiederum in Version 10.4 von launchd abgelöst.